# 核冠耳螺
核冠耳螺（学名：Cassidula nucleus），又名鼬耳螺，是一種會呼吸空氣的海螺，是肺螺類的耳螺目耳螺科冠耳螺屬的一种。

## 分佈
主要分布于台湾、中國華南雷州半島、印度、越南中部的芽莊、馬來西亞及印度尼西亚。

## 形態描述

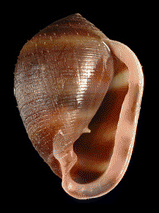
一枚核冠耳螺的殼口觀。

本物種的成螺螺殼體長16.0 mm。

## 生態
本物種主要棲息於红树林。